# トレイシー・コールドウェル
トレイシー・コールドウェル(Tracy Caldwell Dyson、1969年8月14日 - )は、アメリカ合衆国の化学者出身の、アメリカ航空宇宙局の宇宙飛行士である。2007年8月に打ち上げられたSTS-118のミッションで、エンデバーのミッションスペシャリストを務めた。2010年4月4日から2010年9月25日までは第24次長期滞在の一員として国際宇宙ステーションに滞在した。故障した冷却ポンプを修理するため、合計で約22時間となる3回の宇宙遊泳を実施した。

## 人物
コールドウェルは三女として、カリフォルニア州アルカディアで生まれ、1980年代初めに中学校に通うためにボーモントに転居した。趣味はランニング、ウェイトトレーニング、ハイキング、ソフトボール、バスケットボール、車の修理等である。大学生の時には、カリフォルニア州立大学フラトン校の陸上競技の選手として、短距離と走り幅跳びの競技を行っていた。
飛行機の免許を持ち、アメリカ手話とロシア語を流暢に話すことができる。
夫はアメリカ海軍パイロットのジョージ・ダイソンである。宇宙飛行士で構成されるバンドMax Qのリードボーカルも務めている。

## 学問のキャリア
カリフォルニア大学フラトン校の学生時代、彼女は大気中の気相化学を研究するためにレーザーイオン化飛行時間型質量分析装置の電子回路及びハードウェアを設計・製造・実装した。
また同じ大学時代、Research and Instructional Safety Officeで助手として、有害化学物質や放射性物質を用いた研究室の環境モニタリングや機器の校正、化学物質や放射性廃棄物の処理に携わった。またこの時期、彼女は父親の電機会社で、技術者及び配線工としても働いていた。
カリフォルニア大学デービス校で、コールドウェルは一般化学を教えながら大学院の研究を始めた。彼女の学位論文は、電子分光法、レーザー脱離、フーリエ変換質量分析を用いた分子レベルでの表面反応性と金属表面の反応速度論の研究であった。彼女はまた、可変温度超高真空走査トンネル顕微鏡の周辺機器も設計・製造した。
1997年、コールドウェルはカリフォルニア大学アーバイン校で大気化学の研究を続けるため、Camille and Henry Drefus Postdoctoral Fellowship in Environmental Scienceを受けた。ここで彼女は、大気圧イオン化質量分析計、フーリエ変換赤外線紫外線吸収分光計等を用いて大気が関係する機構の反応性や反応速度論の研究を行った。さらに、彼女は痕跡物質の化学イオンのスペクトル解釈法も開発した。

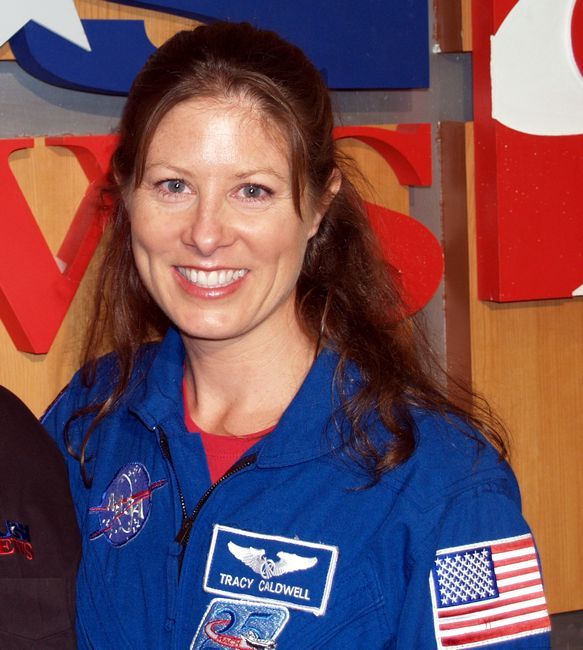
2009年の月面着陸40周年時のコールドウェル

## NASAでのキャリア
コールドウェルは1998年6月にNASAの宇宙飛行士の候補に選ばれ、8月から訓練を開始した。訓練の内容には、スペースシャトルや国際宇宙ステーションの建設、T-38の飛行訓練、荒れ地でのサバイバル等も含まれた。訓練を終えて評価を受け、彼女はミッションスペシャリストとしての資格を得た。
1999年、コールドウェルは宇宙飛行士室のISS運用部門に配属され、ISSのために開発されたロシア製のハードウェアやソフトウェアの試験を行った。2000年、第5次長期滞在の支援宇宙飛行士に選ばれた。また第4次長期滞在から第6次長期滞在までの間、ミッションコントロールセンターで交信員も務めた。2003年にはスペースシャトル運用部門に異動し、Shuttle Avionics Integration Laboratoryで飛行プログラムの検査やケネディ宇宙センターでの打上げや帰還の補助に携わった。第11次長期滞在では交信員のリーダーを務めた。
コールドウェルは2007年8月8日から21日にかけて、STS-118で初めての宇宙飛行を経験した。これはスペースシャトルの119回目の飛行、ISSへの22回目の飛行、エンデバーの20回目の飛行であった。コールドウェルは、第1ミッションスペシャリストを務め、ISSへのトラスやジャイロスコープの取り付けミッションは成功した。ISSからドッキングしたシャトルへ電気を供給する新しい装置の起動にも成功した。3人の乗組員によって4度の宇宙遊泳も行われた。エンデバーは5000ポンドの荷物を運び、使わなくなった4000ポンドの荷物を地球に持ち帰った。12日間と17時間55分34秒で530万マイルを飛行したが、コールドウェルはこの間に38回目の誕生日を迎えた。
2010年4月2日にコールドウェルはバイコヌール宇宙基地からソユーズTMA-18で飛び立ち、4月4日にISSで第23次長期滞在の乗組員と合流した。Aleksandr Skvortsov、Mikhail Korniyenkoとともに176日間滞在して、ソユーズTMA-18で2010年9月25日にカザフスタンに帰還した。
月面着陸40周年(2009年7月)を記念したテレビのインタビューで、コールドウェルは自身がアポロ11号以降に生まれた最初の宇宙飛行士であると明らかにした。

## 教育
- 1987年　ボーモント高校　卒業[2]

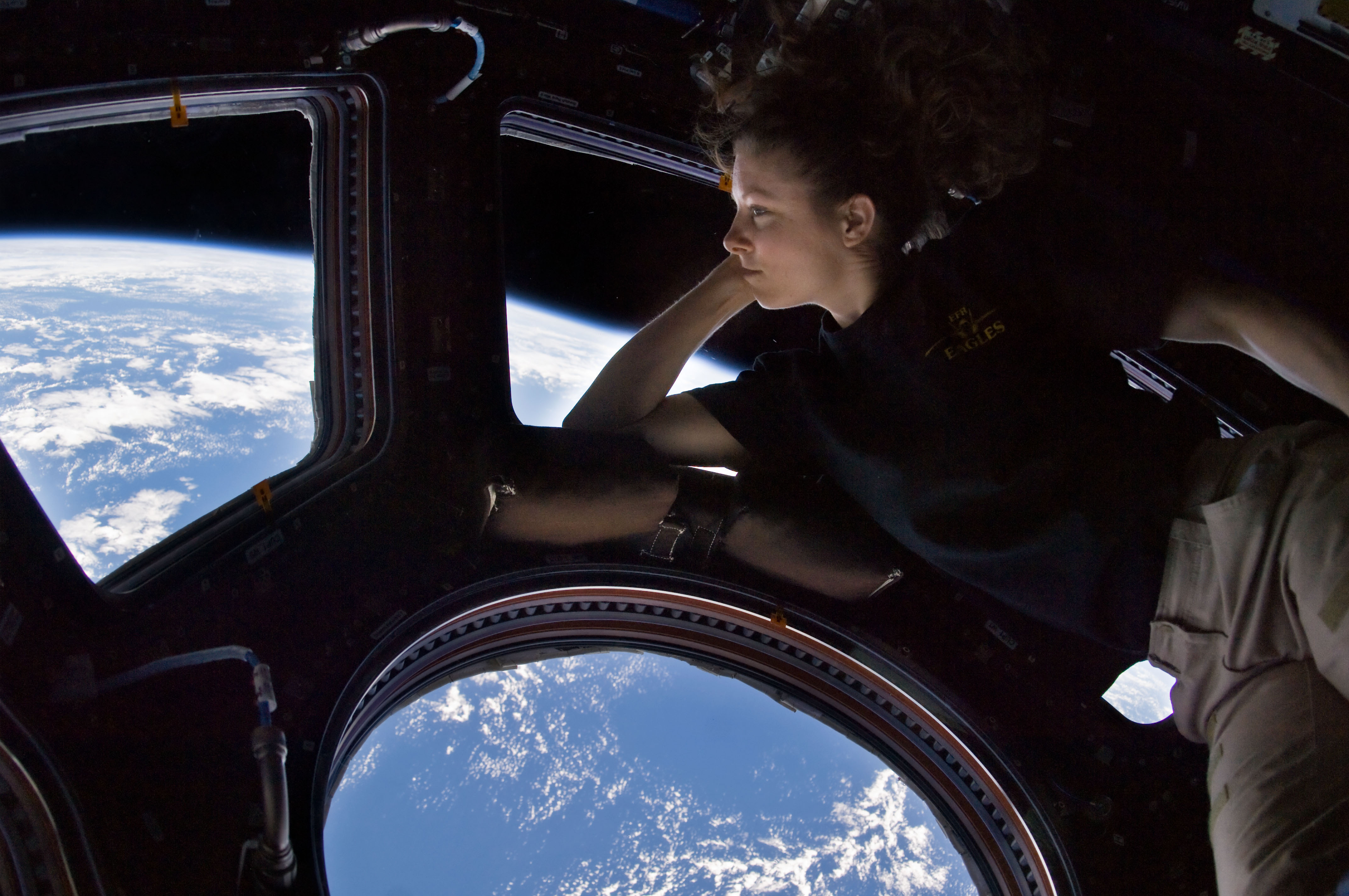
ISSのキューポラモジュールから眼下に地球を見下ろすコールドウェル

- 1993年　カリフォルニア州立大学フラトン校　化学学士号[1]
- 1997年　カリフォルニア大学デービス校　物理化学博士号[1]
- 2008年5月　カリフォルニア大学フラトン校　名誉博士号